# Etrusco Benci

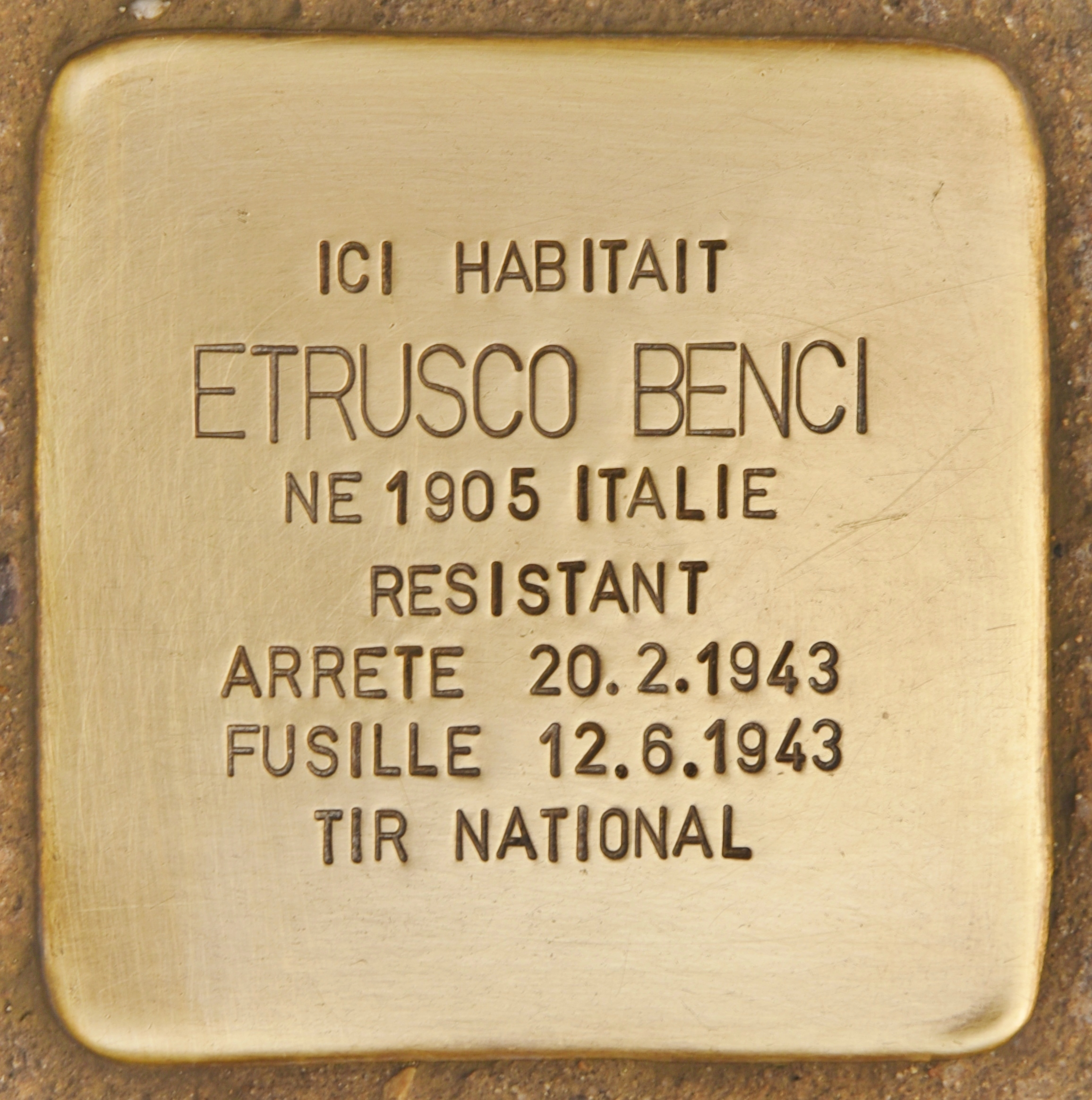
Pietra d'inciampo davanti alla residenza di Etrusco Benci a Molenbeek, Bruxelles

Etrusco Benci, detto Saliera (Grosseto, 25 giugno 1905 – Bruxelles, 12 giugno 1943), è stato un partigiano e antifascista italiano, combattente nella guerra civile spagnola e attivo nella Resistenza francese e belga.

## Biografia
Militante repubblicano, nel 1935 Benci espatriò clandestinamente in Francia. A Nizza, dove aveva trovato lavoro, aderì al Partito comunista e, allo scoppio della guerra di Spagna, fu tra i primi ad accorrere nella vicina Repubblica, dove si arruolò nelle formazioni anarchiche del POUM per combattere i franchisti. Ferito a Saragozza, e decorato per il suo valore, Benci tornò in Francia dopo la vittoria di Franco. Le autorità francesi lo internarono a Gurs, ma l'antifascista italiano, all'inizio della seconda guerra mondiale, riuscì ad evadere dal campo. Con l'occupazione tedesca, Benci partecipò alla lotta partigiana con i resistenti francesi. Passò poi in Belgio, per continuarvi la guerriglia contro i tedeschi. Catturato dai nazisti con altri duecento patrioti belgi, Benci venne fucilato il 12 giugno 1943.

## Commemorazioni
Etrusco Benci è sepolto all'enclos des fusillés, cimitero di Bruxelles per i caduti della Resistenza sito nel comune di Schaerbeek. Nel novembre 2018 è stata inoltre posizionata in sua memoria una pietra d'inciampo presso la sua residenza in rue de la Perle 10 a Molenbeek.
A Grosseto gli è stata dedicata una piazza all'interno della "Cittadella dello studente", ed è inoltre ricordato insieme ad Albo Bellucci e Giuseppe Scopetani con una bassorilievo in gesso, realizzato da Tolomeo Faccendi, sito nell'atrio del Palazzo Comunale.